# سبز و طلایی
سبز و طلایی (انگلیسی: Green and Gold) یک فیلم درام آمریکایی محصول سال ۲۰۲۵ به کارگردانی اندرس لیندوال با بازی کریگ تی. نلسن است. این فیلم در مورد یک کشاورز ویسکانسین است که روی گرین بی پکرز شرط‌بندی می‌کند تا به نجات مزرعه‌اش کمک کند.

## ساخت
فیلم در شمال ویسکانسین در سال ۲۰۲۱ فیلمبرداری شد. فیلمبرداری با عنوان کاری «خدا عاشق گرین بیکرها است» به پایان رسید و فیلم در اواخر سال ۲۰۲۱ به مرحله پساتولید منتقل شد.

## انتشار
در سی و سومین جشنواره بین‌المللی فیلم هارتلند، این فیلم جایزه میراث جیمی استوارت و جایزه منتخب تماشاگران را به عنوان انتخاب رسمی روایت دریافت کرد. همچنین به عنوان برنده جایزه تماشاگران برای فیلم داستانی در جشنواره فیلم آستین در سال ۲۰۲۴ انتخاب شد.
در نهایت فیلم در ایالات متحده در ۳۱ ژانویه ۲۰۲۵ منتشر شد.

## بازخوردها
در وب‌سایت جمع‌آوری نقد راتن تومیتوز از رای ۲۰ منتقد، با میانگین امتیاز ۶٫۳ از ۱۰ مثبت است.